# Ясениці (громада)
Ясениці (хорв. Jasenice) — населений пункт і громада в Задарській жупанії Хорватії.

## Населення
Населення громади за даними перепису 2011 року становило 1 398 осіб. Населення самого поселення становило 1 272 осіб.
Динаміка чисельності населення громади:
Динаміка чисельності населення центру громади:

## Населені пункти
Крім поселення Ясениці, до громади також входять Затон-Обровацький, Маслениця і Рованська.

## Клімат
Середня річна температура становить 13,91 °C, середня максимальна – 27,45 °C, а середня мінімальна – 1,28 °C. Середня річна кількість опадів – 944 мм.
| Клімат поселення                              | Клімат поселення | Клімат поселення | Клімат поселення | Клімат поселення | Клімат поселення | Клімат поселення | Клімат поселення | Клімат поселення | Клімат поселення | Клімат поселення | Клімат поселення | Клімат поселення | Клімат поселення |
| Показник                                      | Січ.             | Лют.             | Бер.             | Квіт.            | Трав.            | Черв.            | Лип.             | Серп.            | Вер.             | Жовт.            | Лист.            | Груд.            |                  |
| Середній максимум, °C                         | 9,04             | 9,87             | 12,66            | 16,07            | 20,71            | 24,45            | 27,45            | 27,17            | 23,07            | 18,44            | 13,19            | 10,13            |                  |
| Середня температура, °C                       | 5,16             | 6,00             | 8,77             | 12,19            | 16,83            | 20,57            | 23,77            | 23,48            | 19,41            | 14,75            | 9,50             | 6,45             |                  |
| Середній мінімум, °C                          | 1,28             | 2,10             | 4,88             | 8,30             | 12,95            | 16,69            | 20,10            | 19,80            | 15,72            | 11,07            | 5,83             | 2,76             |                  |
| Норма опадів, мм                              | 76               | 69               | 73               | 79               | 73               | 63               | 40               | 56               | 101              | 107              | 112              | 95               |                  |
| Середньомісячна швидкість вітру, м/с          | 2.87             | 2.98             | 3.12             | 2.98             | 2.60             | 2.40             | 2.43             | 2.32             | 2.54             | 2.69             | 3.20             | 3.15             |                  |
| Середньомісячна сонячна радіація, кДж/м²·день | 4943             | 7628             | 11241            | 16004            | 20034            | 22384            | 24192            | 20972            | 15346            | 9808             | 5354             | 4195             |                  |
| --------------------------------------------- | ---------------- | ---------------- | ---------------- | ---------------- | ---------------- | ---------------- | ---------------- | ---------------- | ---------------- | ---------------- | ---------------- | ---------------- | ---------------- |
| Джерело:                                      |                  |                  |                  |                  |                  |                  |                  |                  |                  |                  |                  |                  |                  |